# Michael Moloney
Michael C. Moloney (Palos Verdes Estates, Californië, Verenigde Staten, 14 december 1963) is een ontwerper, interieurarchitect en televisiepersoonlijkheid die regelmatig te zien is in de realityserie Extreme Makeover: Home Edition. Zijn eerste verschijning op tv was in de show Clean House op de zender Style Network. In deze show was hij een van de ontwerpers en hij draaide één seizoen mee totdat hij gevraagd werd om mee te doen met Extreme Makeover: Home Edition.
Voordat Michael ging werken als interieurarchitect, was hij 10 jaar lang een succesvolle modeontwerper.

## Televisie
Naast Extreme Makeover: Home Edition, heeft Michael Moloney in meer programma's een rol gehad. Zo was hij o.a. in 2007 te zien in de Amerikaanse versie van Dancing with the Stars waar hij in ronde 9 afviel.
- Clean House (2003)
- Extreme Makeover: Home Edition (2004-heden)
- Less Than Perfect, (2005), 1 aflevering als zichzelf
- The View (2006)
- Paws for Style (2006)
- Infanity (2007) als zichzelf in de afleveringen over EM:HE
- Dancing with the Stars (2007)
- 79th Annual Hollywood Christmas Parade (2010)